# Сура Ан-Наср
Сура Ан-Наср (араб. سورة النصر‎) або Допомога — сто десята сура Корану. Мединська, містить 3 аяти.

1. Коли прийде допомога Аллага та перемога,
2. і ти побачиш, що люди приймають релігію Аллага натовпами,
3. то прослав хвалою Господа свого та благай у Нього прощення; воістину, Він — Приймаючий каяття!